# Under My Shades
«Under My Shades» (en español: «Debajo de mis sombras»)  es una canción interpretada por la cantante sueca Zara Larsson e incluida en su EP debut, Introducing (2013). Actualmente, esta pista no se encuentra disponible fuera de los países escandinavos.

## Vídeo musical
El videoclip fue lanzado el 23 de enero de 2013 y estuvo bajo la dirección de Måns Nyman. En él, se la puede ver a Larsson en tomas de primeros planos, constantemente cambiando de looks en varias secuencias y sacándose fotos con amigas.

## Rendimiento en las listas
A pesar de que no fue lanzado como un sencillo de su EP, Introducing, «Under My Shades» alcanzó el puesto número 45 en Suecia y pasó tres semanas en la misma posición.

## Posicionamiento en las listas

### Semanales
| Suecia | Sverigetopplistan | 45 |